# Mégabyze Ier
Mégabyze, Mégabaze ou Mégabyse est l’un des héros de la Perse, qui figura parmi les sept conjurés qui renversèrent du trône le faux Smerdis (521 av. J.-C). 
Il montra le plus grand dévouement pour Darius et lui subjugua la Thrace et la Macédoine. Il eut pour fils Zopyre qui se sacrifia pour faire rentrer Babylone sous l’obéissance de Darius.

## Source
« Mégabyze Ier », dans Pierre Larousse, Grand dictionnaire universel du XIXe siècle, Paris, Administration du grand dictionnaire universel, 15 vol., 1863-1890 [détail des éditions].
- Orthographe 'Mégabyse' selon Antonin Artaud dans son livre Héliogabale ou l'anarchiste couronné, éd. Gallimard.